# Organització no governamental per al desenvolupament
Una organització no governamental per al desenvolupament (ONGD) és una organització sense ànim de lucre que té com a objectiu impulsar polítiques o actuacions encaminades al desenvolupament de col·lectius exclosos o en risc d'exclusió, així com a països o comunitats considerats subdesenvolupats. Els seus principals àmbits d'actuació són el benestar i desenvolupament social, la capacitació i oportunitats equitatives, i el desenvolupament sostenible.
La Coordinadora Valenciana ONGD (CVONGD) és una entitat nascuda el 1992 amb la voluntat de coordinar les actuacions de les ONGD i treballar perquè totes les actuacions siguin "coordinades, coherents, adequades i respectuoses". El 2016 hi havia 103 ONGD al País Valencià. Un dels projectes de l'entitat és Pobresa zero, que lluita contra la pobresa i la desigualtat entre els països del nord i del sud.